# Irish Open 1972
Die Irish Open 1972 waren die 59. Austragung dieser internationalen Meisterschaften von Irland im Badminton. Sie fanden am 18. und 19. Februar 1972 in Belfast statt.

## Titelträger
| Disziplin    | Sieger                  |
| ------------ | ----------------------- |
| Herreneinzel | Colin Bell              |
| Dameneinzel  | Yvonne Kelly            |
| Herrendoppel | Adrian Bell Peter Moore |
| Damendoppel  | Yvonne Kelly Mary Bryan |
| Mixed        | John McCloy Mary Bryan  |